# Filialkirche Putzing

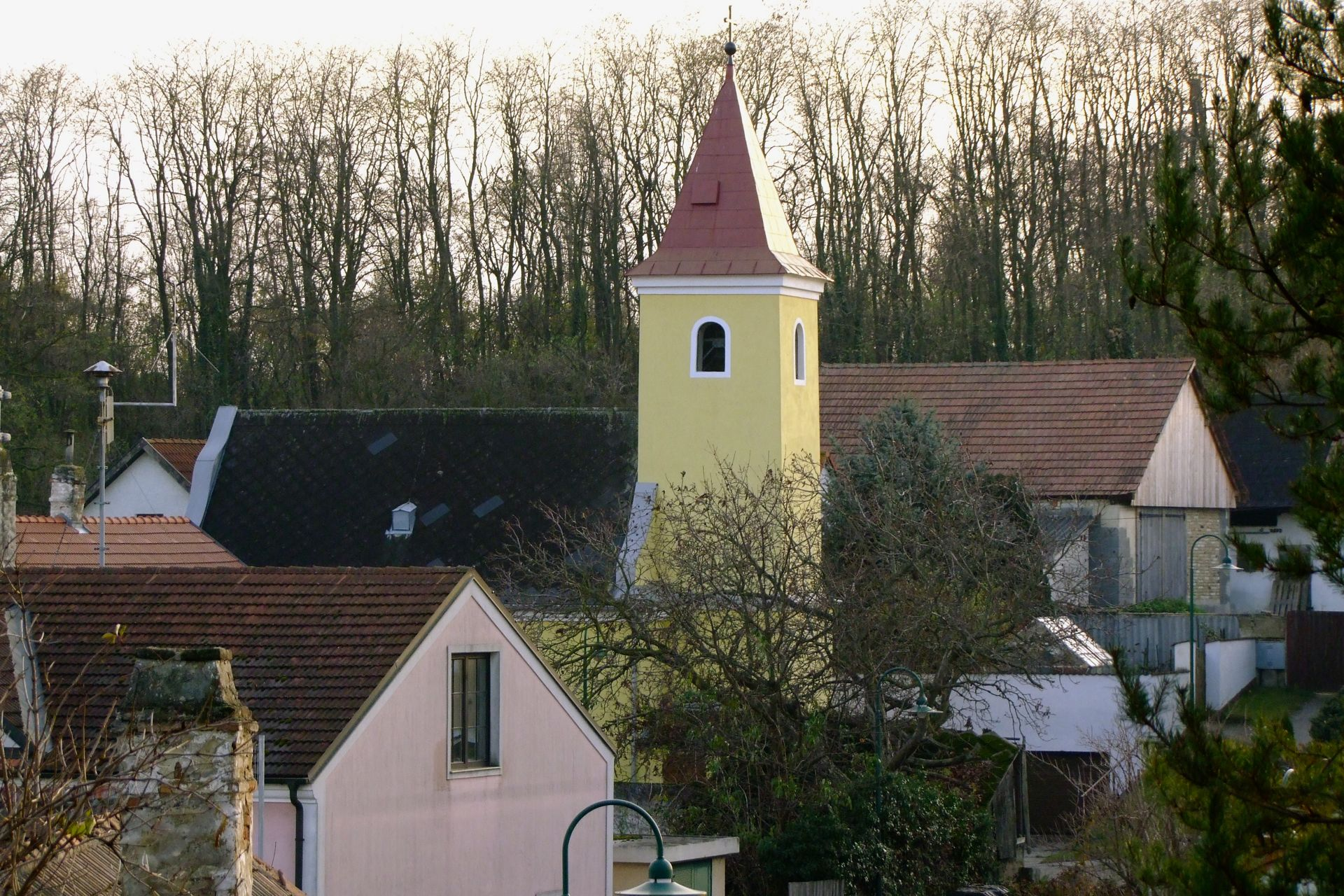
Kath. Pfarrkirche Vermählung Josefs mit Maria in Putzing

Die römisch-katholische Filialkirche Putzing steht am nordwestlichen Ortsende von Putzing der Gemeinde Großebersdorf im Bezirk Mistelbach in Niederösterreich. Sie ist dem Fest Vermählung Mariae geweiht und gehört als Filialkirche der Pfarre Großebersdorf zum Dekanat Wolkersdorf im Vikariat Unter dem Manhartsberg der Erzdiözese Wien. Das Bauwerk steht unter Denkmalschutz.
Die Kirche wurde 1761 erbaut.

## Baubeschreibung
Die Kirche ist ein schlichter Saalbau mit Kirchturm an der Ostseite. Dieser wird durch ein Pyramidendach bekrönt. Die Westfassade endet nach oben hin in einem geschweiften Giebel über einem Traufgesims.
Die Wände im Inneren sind lisenengegliedert. Die Decke ist flach und in einen Stuckrahmen eingebettet. Das Erdgeschoß des Turmes, in dem sich die Sakristei befindet, ist stichkappentonnengewölbt.
Das Altarblatt des Hochaltares zeigt die Vermählung Josefs und Mariens auf einem barocken Ölbild. Weitere Ölbilder zeigen die Heiligen Margaretha und Aloysius aus dem dritten Viertel des 18. Jahrhunderts. In der Kirche befinden sich weiters Figuren der Heiligen Sebastian und Rochus aus der zweiten Hälfte des 18. Jahrhunderts.